# Feliç any nou
Feliç any nou (títol original: Happy New Year) és una pel·lícula estatunidenca dirigida per John G. Avildsen, estrenada l'any 1987. És un remake de La Bonne Année de Claude Lelouch, de l'any 1973. Ha estat doblada al català

## Argument
Un permís especial d'any nou permet a Simon sortir de la presó una nit. Han passat sis anys des que el van agafar i està desitjant tornar al seu apartament i trobar-se amb la seva xicota. Sense dir-li res, volent donar-li una sorpresa, arriba a la casa i es troba que el sorprès és ell, ja que, sense arribar a ser detectat, observa que la seva xicota viu ara amb un altre home. Decebut, decideix marxar. Aquesta és la compensació que l'espera per tots els sacrificis? Ell sempre ha estat un home meticulós i astut. Cada cop és planificat al detall i la seva dedicació a l'objectiu és total. Bé, no sempre. Quan el seu su col·lega Charlot i ell viatgen a Cannes per a robar una famosa joieria, no pot evitar fixar-se en la dependenta de la botiga d'antiguitats del costat i prendre's aquest pla com un joc.

## Repartiment
- Peter Falk: Nick
- Charles Durning: Charlie
- Tom Courtenay: Edward Saunders
- Joan Copeland: Sunny Felix
- Tracy Brooks Swope: Nina
- Wendy Hughes: Carolyn
- Fritz Bronner: Steve
- Anthony Heald: D.G.
- Claude Lelouch: l'home del tren

## Premis i nominacions
1987: Nominada l'Oscar al millor maquillatge